# Micromus usingeri
Micromus usingeri är en insektsart som först beskrevs av Elwood C. Zimmerman 1940.  Micromus usingeri ingår i släktet Micromus och familjen florsländor. Inga underarter finns listade i Catalogue of Life.